# Alban Richard
 (janvier 2012).
Si vous disposez d'ouvrages ou d'articles de référence ou si vous connaissez des sites web de qualité traitant du thème abordé ici, merci de compléter l'article en donnant les références utiles à sa vérifiabilité et en les liant à la section « Notes et références ».
Alban Richard, né le 13 avril 1973 à Brest, est un danseur et chorégraphe français ainsi que le directeur depuis 2015 du centre chorégraphique national de Caen en Normandie. Il est l'auteur de plus d'une trentaine d’œuvres chorégraphiques.

## Biographie
Alban Richard est danseur du CCN de Caen dirigé par Karine Saporta de 1994 à 1997, puis travaillera avec notamment Christian Bourigault, Christine Gaigg, Odile Duboc (2002-2010), Olga de Soto (2006-2008) et Rosalind Crisp (2008-2009).
Il développe également une carrière de chorégraphe en fondant l'ensemble L'Abrupt à partir de 2000. La compagnie fut en résidence au Théâtre de Vanves, au Forum du Blanc-Mesnil, au Théâtre Louis Aragon-scène conventionnée à Tremblay-en-France, au Prisme de Saint-Quentin-en-Yvelines, à la Scène nationale d'Orléans, au Théâtre 71 - scène nationale de Malakoff, au Théâtre Paul Eluard de Bezons et au Théâtre national de Chaillot.
Alban Richard est également enseignant au sein de différentes institutions et développa le cycle « La contagion insolite du mouvement » de 1999 à 2006 avec le Théâtre de la Ville de Paris. 
Depuis 2015 il dirige le centre chorégraphique national de Caen en Normandie.

## Principales chorégraphies
- 1999 : Come Out
- 1999 : Blood Roses
- 2000 : Häftling
- 2004 : Downfall
- 2005 : Disperse
- 2007 : As Far As
- 2007-2009 : Trois études de séparation : Lointain – Luisance – Lacis
- 2008 : A Conspiracy
- 2009 : With My Limbs in the Dark, 2009
- 2011 : It Can't Be Dying, It’s Too Rouge pour le Toronto Dance Theater
- 2011 : Pléiades avec Les Percussions de Strasbourg sur la musique de Iannis Xenakis
- 2012 : Night:Light compositeur Raphaël Cendo
- 2012 : Boire les longs oublis
- 2012 : The Weird Sisters' Project
- 2014 : Somehow Myself Survived the Night
- 2014 : Et mon cœur a vu à foison
- 2015 : Dawnlight/Night:Light (re-création)
- 2015 : HOK solo pour ensemble (commande du CCN pour le Ballet de Lorraine)
- 2015 : Tricksters (commande de Josette Baïz pour le Groupe Grenade)
- 2015 : Suites dansées avec Christophe Rousset
- 2015 : Nombrer les étoiles avec l'ensemble Alla francesca sur des ballades médiévales des XIIIe et XIVe siècles
- 2016 : Practice opus 1 / Practice opus 2 / Practice opus 3 / Practice opus 4 avec Régis Huby
- 2016 : Insane (création pour 50 habitants)
- 2017 : Breathisdancing avec Erwan Keravec et Audrey Chen
- 2018 : Vivace
- 2018 : Fix Me, avec Arnaud Rebotini
- 2018 : Touch Me Lightly, compositeur Jérôme Combier
- 2019 : For ever Now (création pour 50 habitants)
- 2019 : The Departed Heart, pour la compagnie de danse norvégienne Carte Blanche -compositeur Sebastian Rivas
- 2019 : "Histoire du soldat" avec Ensemble intercontemporain et Eric Ruf de la Comédie Française
- 2019 : "Egon Schiele, mis à nu" avec François Deblock
- 2021: "3 Works for 12"
- 2023: "Come Kiss Me Now" avec EZRA, Céline Scheen, et l'ensemble L'Achéron
- 2023: "Songbook" création pour des patients en situation de post-cancer